# Geschäftsverteilungspläne des SD-Hauptamtes
Dieser Artikel gibt einen Überblick über die Geschäftsverteilungspläne des SD-Hauptamtes als der zentralen Kommando- und Führungsstelle des Sicherheitsdienstes des Reichsführers SS (SD).

## Geschäftsverteilungspläne

### Organisatorischer Aufbau 1936/37
- Chef des SD-Hauptamtes des Reichsführers SS bzw. SD-Hauptamt: SS-Gruppenführer Reinhard Heydrich

- Amt I: Personal und Verwaltung
  - Leiter: SS-Standartenführer Wilhelm Albert

- Amt II: SD-Inland
  - Leiter: SS-Standartenführer Hermann Behrends (ab 1937 SS-Sturmbannführer Franz Six)
  - Zentralabteilung II/1: Gegnererforschung
    - SS-Hauptsturmführer Erich Ehrlinger (ab Ende 1936 SS-Sturmbannführer Franz Six)
    - Hauptabteilung II/11: Weltanschauliche Gegner
      - SS-Untersturmführer Dieter Wisliceny
      - Abteilung II/111: Freimaurer
      - Abteilung II/112: Juden
        - SS-Untersturmführer Leopold von Mildenstein (bis Ende 1936), ab 1937: SS-Untersturmführer Herbert Hagen

      - Abteilung II/113: Politische Kirchen
        - SS-Hauptsturmführer Albert Hartl

    - Hauptabteilung II/12: Politische Gegner
      - SS-Untersturmführer Helmut Knochen
      - Abteilung II/121: Marxismus
        - SS-Obersturmführer Martin Paul Wolf

      - Abteilung II/123: Opposition

  - Hauptabteilung II/2: Deutsche Lebensgebiete
    - SS-Sturmbannführer Reinhard Höhn (ab 1937 SS-Sturmbannführer Otto Ohlendorf)
    - Abteilung II/21: Kultur
    - Abteilung II/22: Recht und Verwaltung
    - Abteilung II/23: Wirtschaft

- Amt III: SD-Ausland/Abwehr
  - Leiter: SS-Standartenführer Heinz Jost (ab 1941 SS-Brigadeführer Walter Schellenberg).

### Geschäftsverteilungsplan nach dem „Stabsbefehl für das SD-Hauptamt Nr. 3/37“
- Chef des SD-Hauptamtes des Reichsführers SS bzw. SD-Hauptamt: SS-Gruppenführer Reinhard Heydrich
  - Stabsführung: SS-Brigadeführer Siegfried Taubert
  - Adjutantur des Chefs des SD-Hauptamtes:
    - Adjutant: SS-Obersturmführer Hans-Hendrik Neumann

  - Registraturleiter: SS-Untersturmführer Zimmermann

- Amt I: Personal und Verwaltung
  - Leiter: SS-Standartenführer Wilhelm Albert
  - Zentralabteilung I 1: SS-Standartenführer Wilhelm Albert, Hauptscharführer Anthor
    - Hauptabteilung I 11: SS-Standartenführer Herbert Mehlhorn
      - Hauptabteilung zugeteilte Hilfskräfte: Hauptscharführer Horn, Untersturmführer Müller, Oberscharführer Wisech, Oberscharführer Will, Oberscharführer Strobel, Oberscharführer Wiedemann, Scharführer Gaulke, Scharführer Schulze, Unterscharführer Urbanneck, Scharführer Wistenberg
      - Abteilung I 111: SS-Untersturmführer Roth
      - Abteilung I 112: SS-Obersturmführer Herbert Voßhagen
        - Referat I 1121: SS-Oberscharführer R Schmidt
        - Referat I 1122: SS-Untersturmführer Sulzer, Hauptsturmführer Rall

    - Hauptabteilung I 13: SS-Obersturmführer Herbert Voßhagen
      - Hilfskräfte bei I 13: SS-Hauptscharführer Heinrich, Möhlmeyer, Neuenfeld, May; SS-Oberscharführer Gründler, Stöterau, Schleisser, Meyer; Scharführer Noll, Werth, Rutzen; SS-Scharführer Böhrk, Herbert Müller; SS-Unterscharführer Walter Schmidt, Bressem, Schween, Schmüth, Litschke, Kallermann, Eckhoff, Sander, Hagel, Krüger, Wellnitz, Horchers, Goberneck; Rottenführer Ritter, Helmut Schmidt, Dunke, Zirnite, Wagner, Richter; Sturmmann Vogt; SS-Mann Krusche; Bewerber Trädrup, Zager, Jäger, Simon, Moos, Züge; Parteigenosse Schmädeicke
      - Abteilung I 131: SS-Hauptscharführer Oskar Podlich
      - Abteilung I 132: SS-Untersturmführer Hoffmann
      - Abteilung I 133: SS-Untersturmführer Skurk
        - Referat I 1341: SS-Untersturmführer Heino Deharde

    - Hauptabteilung I 14: SS-Sturmbannführer Walter Sohst
      - Hilfskräfte bei I 14: SS-Hauptsturmführer Neubert, Rust, Dohrmann; SS-Scharführer Reiweber, Beckmann; SS-Unterscharführer Wirtig, Gassmann, Krepelhuber, Volke; SS-Bewerber Stein, rschle, Pelz, Rupprecht, Neuge;
      - Abteilung I 141: SS-Untersturmführer Rüger, SS-Obersturmführer Mehlsäubl
      - Abteilung I 142: SS-Untersturmführer Plath, SS-Oberscharführer Hübner; SS-Scharführer Lüdtke

    - Hauptabteilung I 15: SS-Hauptsturmführer Friedrich Vollheim
      - Hilfskräfte bei I/15: SS-Untersturmführer Höft, Hauptscharführer Lehmann, Siemens, Schneider; SS-Oberscharführer Beisenherz, Bergol, Paus, Müller, Steinwedel, Scholz, Schulz, Thies, Scharführer, Hackbarth, Riemer, Wetzel, Wiesner; SS-Unterscharführer Betz, Breiter, Fiebig, Hildebrandt, Kotzruek, Köppe, Lechner, Ried, Sizak, Schäfer, Schönroceck, Tuchel; SS-Rottenführer Braun, Kräling, Petersen, Polac, Qubos, Valentin; Sturmmann Fischer, Mrongovius, Schott; SS-Mann Tscharnoe, Thun; SS-Anwärter Wolf, SS-Bewerber Bor, Daller, Gräver, Heissig, radünz, Schotzki, Scheibner, Schuster, Zimmamann
      - Abteilung 1511: SS-Obersturmführer Buch
      - Abteilung I 1521: SS-Untersturmführer Hermann Brendel
      - Abteilung I 1522: SS-Scharführer Bauer

  - Zentralabteilung I 2:
    - Hilfskräfte bei I/2: SS-Oberscharführer Hosch, Lukat, Fitzen, Manck, Ahlers, Pause; Scharführer Halboth, Ufken; SS-Unterscharführer Reisch, Max Müller, Carl, Rottler-Kühl; Rottenführer Mählig, HJ Krüger, Weiden; SS-Sturmmann Dietrich; SS-Bewerber Jung
    - Hauptabteilung I 21: SS-Obersturmführer Griebl
    - Hauptabteilung I 22: SS-Obersturmführer Holder, Hauptscharführer Hänsch
      - Abteilung I 212: SS-Hauptsturmführer Bruns, SS-Obersturmführer Walter Heggblum, Rabe, SS-Untersturmführer Berg, Haydenreuther

  - Zentralabteilung I 3: Presse und Schrifttum
    - Leiter: Sturmbannführer Franz Six
    - Referenten bei I 3: Hauptscharführer Kämpf, Pahl; Oberscharführer Burmester, Dittel, Möbus, Pfeiffer, Wohlfahrt; Scharführer Altemeier, Bauckloh, Beyer, Naeter; Unterscharführer Diez, Doberschütz, Unterscharführer Hass, Königslöw, Lange; Bewerber Backhaus, Fischer, Schen
    - Hilksräfte bei I 3: Hauptscharführer Oehme; Oberscharführer Einfeld, Eisenkolb; Scharführer Reein, Hansen, Schumacher, Vogel, Rust, Mose, Scholze, Mühler, Ireck, Weinauge, Franz, Leube, Heinrich Stassen; Sturmmann Bahlsen, Panzer; SS-Bewerber Augsburg
    - Hauptabteilung I 31: SS-Untersturmführer Wilhelm Spengler
      - Abteilung I 311: SS-Scharführer Hagen
      - Abteilung I 312: SS-Oberscharführer Walter von Kielpinski
      - Abteilung I 315: Bewerber Stübel

    - Hauptabteilung I 32: SS-Hauptsturmführer Erich Ehrlinger
      - Abteilung I 322: SS-Hauptscharführer Richter

  - Zentralabteilung I 4:
    - Leiter: SS-Standartenführer Arthur Bork
    - Hilfskräfte bei I 4: SS-Untersturmführer Wilhelm Asmus, Oberscharführer Hars, Scharführer Eimers, Oberscharführer März, Oberscharführer Schnarp
    - Hauptabteilung I 41: SS-Hauptsturmführer Carl Brocke
      - Abteilung I 411: SS-Oberscharführer Radtke
        - Referat I 4411: SS-Hauptsturmführer Kurt Schmidt

    - Hauptabteilung I 42: SS-Obersturmführer Arthur Wettich
      - Abteilung I 421: SS-Untersturmführer Julius Schmidt
        - Referat I 4231: SS-Untersturmführer Scheidler

    - Hauptabteilung I 43: SS-Oberscharführer Spannaus
      -         - Referat I 4321: SS-Untersturmführer Herrmann

      - Abteilung I 441: SS-Hauptscharführer Griesmann
        - Referat I 4412: SS-Obersturmführer Wilhelm Dilger

      - Abteilung I 442: SS-Hauptscharführer Ripke

- Amt II: SD-Inland
  - Leiter: Hermann Behrends
  - Zentralabteilung II 1: Weltanschauliche Auswertung
    - Leiter: Standartenführer Hermann Behrends
    - Hauptabteilung II 11: Obersturmführer Hartmann
      - Abteilung II 111: Freimaurer
        - Leiter: Obersturmführer Theodor Christensen
        - Referenten: Untersturmführer Hans Harms, Hauptscharführer Ehlers und Dieter Wisliceny

      - Abteilung II 112:
        - Referenten: Hauptsturmführer Kuno Schröder, Adolf Eichmann

      - Abteilung II 113: Kirchenpolitische Abteilung
        - Leiter: Obersturmführer Albert Hartl
        - Referenten: Hauptscharführer Gahrmann, Walter Kolrep, Untersturmführer Otto, Oberscharführer de Boer, Scharführer Krüger, Scharführer Paul Zapp

    - Hauptabteilung II 12: SS-Hauptsturmführer Werner Göttsch
      -         - Abteilung II 121: SS-Obersturmführer Wolf
          - Referenten: Untersturmführer Dörner, Hauptscharführer Schack

        - Abteilung II 122: SS-Unterscharführer Konrad Radunski
        - Abteilung II 123: SS-Hauptsturmführer Horst Böhme
          - Referenten: SS-Untersturmführer Walter Hermann, SS-Untersturmführer Jütebock;

    - Hilfskräfte im Amt II: Hauptscharführer Brauns, Boy; Oberscharführer Franz schröder, Hartmann, Jänisch, Firese, Kluckhohn; Scharführer Jakobs, Stiller, Kastner; Unterscharführer Rollenhgange, Sorgenfrei, Konze, Pahnke, Bruhns, Brüderöe, Stüber ucker, Krull, Kruse, Breit, Büchert, trenz, Schuckmann, Gütschow; Rottenführer Haglemann, Brande, Altinger, Schilling, Gerner, Kurt Ehlers

  - Zentralabteilung II 2: Lebensgebietsmäßige Auswertung
    - Leiter: SS-Sturmbannführer Höhn
    - Referenten bei II 2: SS-Untersturmführer Karl Timm, Kortenkampf, V Wächter; Oberscharführer Ulrich, SS-Scharführer Polte, Knöpfel, Sigismund; SS-Rottenführer Hanenbruch, Deppner; SS-Bewerber Heinze, Weber, Knigge
    - Hilfskräfte II 2: SS-Untersturmführer Schänzlin; SS-Hauptscharführer Arnold, Behrens, Holtmann; SS-Oberscharführer Bluhm, Klaus, Löhndorf, Fritz Müller, Schill; Scharführer Beckhoff, Hans Schmidt, Wittmann, Budnick, Kohl, Kosche, Hoeven; SS-Rottenführer, Bewerber Voss
    - Hauptabteilung II 21: Kulturelles Leben
      - Leiter: Obersturmführer Rausch
      - II 211: Wissenschaft
        - SS-Obersturmführer Waldemar Beyer

      - II 212: Volksgesundheit
        - SS-Oberscharführer Jacobi

      - II 213: Rasse und Volksgesundheit
        - Untersturmführer Walter Kurreck

      - II 214: Kunst
        - Hauptscharführer Hennig

      - Hauptabteilung II 22: Gemeinschaftsleben
        - Obersturmführer Werner Braune

      - Abteilung II 221: Recht
      - Abteilung II 222: Verwaltung
      - Abteilung II 223: Erziehung
        - Leiter: Oberscharführer Otto Ohlendorf

      - Abteilung II 224: Presse und Schrifttum
      - Abteilung II 225: Nationalsozialismus und Staat

    - Hauptabteilung II 23: Materielles Leben
      - SS-Obersturmbannführer Heuckenkam
      - Abteilung II 231: Ernährungswirtschaft
      - Abteilung II 232: Handel, Handwerk und Verkehr
      - Abteilung II 233: Währung, Banken und Börsen, Versicherungswesen
      - Abteilung II 234: Gewerbliche Wirtschaft
        - Obersturmführer Gerhard Eilers

      - Abteilung II 235: Finanzwirtschaft
        - Oberscharführer Wilhelm Seibert

      - II 237: Untersturmführer Hans Leetsch, SS-Bewerber Stern

- Amt III: SD-Ausland/Abwehr
  - Zentralabteilung III 1:
    - Leiter: SS-Standartenführer Heinz Jost
      - Hauptabteilung III 11: SS-Obersturmführer Volkenborn
        - Abteilung III 111: Parteigenosse Paul von Vietinghoff-Scheel

      - Hauptabteilung III 12: Sturmbannführer Hahn
        - Abteilung III 112: SS-Oberscharführer Bielstein
        - Abteilung III 113: SS-Oberscharführer Wenkausen
        - Abteilung III 114: SS-Oberscharführer Boecker
          - III 1212: SS-Oberscharführer Domke
          - III 1164: SS-Scharführer Gröhnhim

    - Hilfskräfte bei III 1: SS-Oberscharführer Morawek; Unterscharführer Mahler, Postus, Smole; Rottenführer Bobach, Dembitzki, Gehring; Sturmmann Prasch;

  - Zentralabteilung III 2:
    - Leiter: Standartenführer Heinz Jost
      - Referenten bei III 2: SS-Obersturmführer Kuoschm Hufschmidt; SS-Untersturmführer herm –hron; Hauptscharführer Bock; tuenrscharführer Klausmeier; SS-Rottenführer Baumann

    - Hilfskräfte bei III 2: SS-Hauptscharführer Endemann; SS-Oberscharführer Fleig; Scharfürher Lehn, amend, Rahn; SS-Unterscharführer: Philip Horn, Boss, Ochsenfahrt; Rottenführer Buchmann, Issel
    - Hauptabteilung 21:
      - Abteilung III 213: SS-Untersturmführer Poche

    - Hauptabteilung 22:
      - Abteilung III 221: SS-Untersturmführer Alfred Filbert
      - Abteilung III 222: SS-Hauptsturmführer Ohle
      - Abteilung III 223: SS-Hauptscharführer Bauersachs, SS-Hauptsturmführer Rossner
      - Abteilung III 225: SS-Oberscharführer Walter Renken, Untersturmführer Sibert

### Organisatorischer Aufbau 1938/39
- Amt I: Organisation
  - Zentralabteilung I/1: Stabskanzlei
    - Leiter: SS-Oberführer Herbert Mehlhorn

  - I/2: Personal
    - Leiter: Alfons Glatzel

  - I/3: Presse und Museum
    - Leiter: SS-Sturmbannführer Franz Six

  - I/4: Verwaltung
    - Leiter: Bruno Streckenbach

- Amt II: SD-Inland
  - Zentralabteilung II/1: Weltanschauliche Gegner
    - Leiter: SS-Sturmbannführer Franz Six
    - Hauptabteilung II/11: Weltanschauung
      - Leiter: Erich Ehrlinger
      - Abteilung II/111: Freimaurer
        - Leiter: Erich Hengelhaupt

      - Abteilung II/112: Judentum
        - Leiter: SS-Untersturmführer Herbert Hagen

      - Abteilung II/113: Konfessionelle politische Strömungen
        - Leiter: SS-Hauptsturmführer Albert Hartl

    - Hauptabteilung II/12: Gegnerformen
      - Leiter. SS-Untersturmführer Helmut Knochen
      - Abteilung II/121 (Linksbewegung): SS-Obersturmführer Martin Wolf
      - Abteilung II/122 (Mittelbewegung): Karl-Julius Stubel
      - Abteilung II/123: Rechtsbewegung
        - Leiter: H. Seibold

  - Zentralabteilung II/2: Lebensgebietsmäßige Auswertung
    - Leiter: SS-Sturmbannführer Franz Six

- Amt III: SD-Ausland
  - Zentralabteilung III/1: Fremdländische Gebiete
    - Leiter: SS-Brigadeführer Heinz Jost

  - Zentralabteilung III/2: Außenpolitische Abwehr

### Organisatorischer Aufbau des Amtes II (SD-Inland) des RSHA nach dem Geschäftsverteilungsplan vom 1. Februar 1940
- Amt II: Weltanschauliche Gegnererforschung
  - Leiter
  - Abteilung II A: Grundlagenforschung
  - Leiter: Rudolf Oebsger-Röder
  - Referat II A 1: Presse
    - Referent: Helmut Mehringer

  - Referat II A 2: Bibliothek
    - Referent: Waldemar Beyer

  - Referat II A 3: Archiv
    - Referent: Paul Dittel

  - Referat II A 4: Auskunftsstelle
    - Referent: Karl Burmester

  - Referat II A 5: Verbindungsstelle zur Deutschen Bücherei Leipzig
    - Referent: Martin Nitzsche

- Abteilung II B: Weltanschauliche Gegnererforschung
  - Referat II B 1: Freimaurerei
    - Referent: Hans Richter

  - Referat II B 2: Judentum
    - Referent: Hans Richter

  - Referat II B 3: Politische Kirchen
    - Referat: Albert Hartl

  - Referat II B 4: Marxismus
    - Referent: Rolf Mühler

  - Referat II B 5: Liberalismus
    - Referent: Rolf Mühler

- Abteilung II C: Inlandsprobleme
  - Referat II C 1: Kulturforschung
    - Referent: SS-Sturmbannführer Hans Schick

- Abteilung II D: Auslandsprobleme
  - Referat II D 1: Ost
    - Referent: Erich Hengelhaupt

  - Referat II D 2: Südost
    - Referent: Emil Steudle

  - Referat II D 3: Süd
    - Referent: SS-Sturmbannführer Karl Haß

  - Referat II D 4: Frankreich
    - Referent: SS-Sturmbannführer Andreas Biederbick

  - Referat II D 5: ?
  - Referat II D 6: ?
    - Referent: SS-Sturmbannführer Hanke

### Organisatorischer Aufbau nach dem Geschäftsverteilungsplan vom März 1941
- Amt III: Deutsche Lebensgebiete – SD-Inland
  - Leiter: Chef SS-Standartenführer Otto Ohlendorf
  - III A: Fragen der Rechtsordnung und des Reichsaufbaus
    - SS-Sturmbannführer Karl Gengenbach (ab Ende 1941 SS-Sturmbannführer Wolfgang Reinholz)
    - III A 1: Allgemeine Fragen der Lebensgebietsarbeit
      - SS-Hauptsturmführer Justus Beyer

    - III A 2: Rechtsleben
      - SS-Hauptsturmführer und Regierungsrat Heinrich Malz

    - III A 3: Verfassung und Verwaltung
      - durch Gruppenleiter betreut, (ab 1944 Erhard Mäding)

    - III A 4: Allgemeines Volksleben
      - unbesetzt

  - III B: Volkstum
    - SS-Obersturmbannführer Hans Ehlich
    - III B 1: Volkstumsarbeit
      - SS-Hauptsturmführer Heinz Hummitzsch

    - III B 2: Minderheiten
      - zurzeit unbesetzt

    - III B 3: Rasse und Volksgesundheit
      - SS-Hauptsturmführer Schneider

    - III B 4 (Einwanderung und Umsiedlung): SS-Sturmbannführer und Regierungsrat Bruno Müller
    - III B 5: Besetzte Gebiete
      - SS-Sturmbannführer Eberhard Freiherr von und zu Steinfurth

  - III C: Kultur
    - SS-Sturmbannführer Wilhelm Spengler
    - III C 1 (Wissenschaft): SS-Hauptsturmführer Ernst Turowski
    - III C 2: Erziehung und religiöses Leben
      - SS-Hauptsturmführer Heinrich Seibert, ab Mitte 1942 SS-Hauptsturmführer Rudolf Böhmer

    - III C 3: Volkskultur und Kunst
      - SS-Hauptsturmführer Hans Rößner

    - III C 4: Presse, Schrifttum und Rundfunk
      - SS-Hauptsturmführer Walter von Kielpinski

  - III D: Wirtschaft
    - zurzeit unbesetzt, Vertreter SS-Sturmbannführer Willi Seibert
    - III D 1: Ernährungswirtschaft
      - zurzeit unbesetzt

    - III D 2: Handel, Handwerk und Verkehr
      - SS-Sturmbannführer Heinz Kröger

    - III D 3: Industrie und Energiewirtschaft: zurzeit unbesetzt
    - III D 4: Arbeits- und Sozialwesen
      - SS-Sturmbannführer Hans Leetsch

- Amt VII: Weltanschauliche Forschung und Auswertung – SD-Ausland
  - Leiter: Chef SS-Standartenführer Franz Six (ab Ende 1943 SS-Obersturmbannführer Paul Dittel)
  - Vertreter: SS-Obersturmbannführer und Oberregierungsrat Paul Mylius
  - VII A: Materialerfassung
    - SS-Obersturmbannführer und Oberregierungsrat Paul Mylius
    - VII A 1: Bibliothek
      - SS-Hauptsturmführer Waldemar Beyer

    - VII A 2: Berichterstattung, Übersetzungsdienst, Sichtung und Verwertung von Pressematerial
      - SS-Hauptsturmführer Helmut Mehringer

    - VII A 3: Auskunftei und Verbindungsstelle
      - SS-Hauptsturmführer Karl Burmester

  - VII B: Auswertung
    - zurzeit unbesetzt
    - VII B 1: Freimaurerei und Judentum
      - zurzeit unbesetzt

    - VII B 2: Politische Kirchen
      - SS-Hauptsturmführer Friedrich Murawski

    - VII B 3: Marxismus
      - SS-Untersturmführer Horst Mahnke, Vorauskommando Moskau der Einsatzgruppe B

    - VII B 4: Andere Gegnergruppen
      - SS-Obersturmbannführer Rolf Mühler

    - VII B 5: Wissenschaftliche Einzeluntersuchungen zu Inlandsproblemen
      - SS-Hauptsturmführer Hans Schick

    - VII B 6: Wissenschaftliche Einzeluntersuchungen zu Auslandsproblemen
      - zurzeit unbesetzt

  - VII C: Archiv, Museum und wissenschaftliche Sonderaufträge
    - zurzeit unbesetzt
    - VII C 1 (Archiv): SS-Hauptsturmführer Paul Dittel
    - VII C 2: Museum
      - Hans Richter

    - VII C 3: Wissenschaftliche Sonderaufträge
      - SS-Obersturmbannführer Rudolf Levin